# 篠崎浅間神社
篠崎浅間神社（しのざきせんげんじんじゃ）は、東京都江戸川区上篠崎にある神社である。浅間神社の1つ。

## 歴史
当社は天慶元年（938）5月15日に創建された江戸川区内でもっとも古い神社である。承平2年（932）に下総国弥山からこの地に移住してきた弥山左那比神人（ややまさなひしんと）が初代宮司として仕えた。
天慶3年（940）、平将門が関東において威をとなえると、平貞盛が乱を鎮めるために派遣された。貞盛は将門が降伏するように祈願し、当社に霧島神社を祀り、金幣（きんぺい）と弓矢を献じて武運を祈った。当社には、村上天皇（946〜967）の御守剣、後花園天皇（1428〜1464）の連歌などの宝物が納められており、平安・鎌倉期より当社の崇敬がことのほか篤かったことがうかがえる。
江戸時代に入ると、江戸や近郷からの参詣者が増え講社も組織されたという。明治時代に入り、江戸川区の神社で唯一郷社になった。以降、明治から昭和にかけても熾仁親王の神額、三條内大臣藤原朝臣の神額、犬養毅元総理の額などが奉納されるなど、多くの篤い崇敬が寄せられた。また現在では隣接して、浅間幼稚園がある。

### 境内社
- 下浅間神社
- 下浅間御嶽宮
- 香取神社
- 天満宮
- 八幡神社
- 白髭神社
- 天祖神社・須賀神社
- 霧島神社
- 稲荷神社
- 柳島稲荷神社
- 水神宮
- 道祖神
- 弁天社

出典:公式サイト

## 幟祭
当社は幟（のぼり）祭りが有名であり、昭和56年には、江戸川区指定無形民俗文化財に指定されている。重さ1t以上の幟10本（これは幟の大きさ、祭りの規模ともに日本最大級である。）を掲げる祭りである。

## 文化財
- 浅間神社のぼり祭り - 江戸川区指定無形民俗文化財・風俗慣習、昭和56年1月13日告示[4]
- 浅間神社の社叢 - 江戸川区指定天然記念物・植物、昭和57年2月8日告示[6]
- 浅間神社の富士講碑 - 江戸川区登録有形文化財・歴史資料、昭和56年1月13日告示[7]